# Age of the Fifth Sun
Age of the Fifth Sun es el quinto álbum de estudio de la banda irlandesa de post-rock, God Is an Astronaut. La canción "In the Distance Fading" fue lanzada como sencillo el 12 de febrero de 2010. El álbum en sí estaba disponible para preventa desde el 16 de abril de 2010 y fue lanzado el 17 de mayo de ese mismo año. La carátula del álbum es una pintura original de Dave King.

## Lista de canciones
| N.º | Título                   | Duración |  |
| 1.  | «Worlds in Collision»    | 7:39     |  |
| 2.  | «In the Distance Fading» | 4:31     |  |
| 3.  | «Lost Kingdom»           | 5:23     |  |
| 4.  | «Golden Sky»             | 6:33     |  |
| 5.  | «Dark Rift»              | 5:08     |  |
| 6.  | «Parallel Highway»       | 3:56     |  |
| 7.  | «Shining Through»        | 5:08     |  |
| 8.  | «Age of the Fifth Sun»   | 6:28     |  |
| 9.  | «Paradise Remains»       | 2:25     |  |

## Formación

### Banda
- Torsten Kinsella - voz, guitarra, teclado, programación
- Niels Kinsella - bajo, guitarra, teclado
- Lloyd Hanney - batería